# Donnersbachwald
Donnersbachwald är en ort i kommunen Irdning-Donnersbachtal i distriktet Liezen i förbundslandet Steiermark i Österrike. Donnersbachwald var tidigare en självständig kommun, men slogs den 1 januari 2015 samman med kommunerna Irdning och Donnersbach till den nya kommunen Irdning-Donnersbachtal.